# Тырнак
Тырнак (болг. Търнак) — село в Болгарии. Находится в Врачанской области, входит в общину Бяла-Слатина. Население составляет 1 610 человек.

## Политическая ситуация
В местном кметстве Тырнак, в состав которого входит Тырнак, должность кмета (старосты) исполняет Георги Иванов Кирков (Болгарская социалистическая партия (БСП)) по результатам выборов правления кметства.
Кмет (мэр) общины Бяла-Слатина — Венцислав Велков Василев (Болгарская социалистическая партия (БСП)) по результатам выборов в правление общины.